# Viceversa (revista)
Viceversa es una revista gallega de ámbito universitario que recoge y analiza trabajos sobre la traducción en Galicia. Está financiada por la Universidad de Vigo y la Asociación de Tradutores Galegos.

## Historia
Se publica desde 1995, pocos años después de la creación de una licenciatura de Traducción e Interpretación en la Universidad de Vigo. En cuanto a los contenidos, destacar que recoge la producción científica de la licenciatura, así como trabajos de personalidades de la traducción y otros documentos de interés para los estudiantes de Traducción y también de Filología Gallega.
En el organigrama figura una dirección, una secretaría, un consejo de redacción y un comité asesor. La edición y publicación corre a cargo de la Asociación de Tradutores Galegos y el Departamento de Filología Gallega y Latina de la universidad viguesa.
Puntualmente colabora la Consellaría de Innovación, Industria y Comercio de la Junta de Galicia.
En 2014 el director de la revista era Alberto Álvarez Lugrís.

### Estructura
Consta de cinco apartados o secciones:
1. Historia y teoría de la traducción
2. Instrumenta
3. Traducciones justificadas
4. Críticas y recensiones
5. Informaciones